# حركة تضامن (اتحاد نقابة العمال البولندي)
حركة تضامن الاسم الكامل: نقابة العمال ذاتية الحكم المستقلة «حركة تضامن» – Niezależny Samorządny Związek Zawodowy "Solidarność" هي اتحاد نقابات عمال بولندي فدرالي ظهرت في 31 أغسطس 1980 في غدانسك شيبيارد تحت قيادة ليخ فاونسا. وكان أول اتحاد نقابة عمال لا يتحكم فيه الحزب الشيوعي في إحدى دول حلف وارسو. وبلغ عدد أعضاء اتحاد حركة تضامن إلى 9.5 مليون عضو قبل مؤتمره الذي عقد في سبتمبر 1981 (حتى وصل إلى 10 ملايين) والذي شكل 1/3 إجمالي عدد السكان العاملين في بولندا.
في ثمانينيات القرن العشرين، كانت حركة تضامن تمثل حركة اجتماعية مناهضة للبيروقراطية، مستخدمة وسائل المقاومة المدنية للمضي قدمًا في اكتساب حقوق العمال وتغيير أوضاعهم الاجتماعية. حاولت الحكومة تدمير النقابة في أثناء فترة القانون العسكري في أوائل الثمانينيات وسنوات عديدة من القمع السياسي، ولكنها اضطرت في النهاية للتفاوض مع النقابة.
أدت محادثات المائدة المستديرة بين الحكومة والمعارضة التي تقود حركة تضامن إلى انتخابات شبه حرة في عام 1989. بحلول نهاية أغسطس، شكل التحالف الذي تقوده حركة تضامن إلى تشكيل حكومة ائتلافية في ديسمبر 1990 وتم انتخاب فاونسا رئيس بولندا. ومنذ ذلك الحين، أصبحت نقابة تجارية تقليدية ليبرالية بدرجة أكبر.
وبعد 30 عامًا من إنشائها، تراجع عدد أعضائها إلى 400,000. (680,000).

## وصلات خارجية
- الموقع الرسمي
- Presentation on The Solidarity Phenomenon
- FAES The Polish trade Union Solidarity and the European idea of freedom نسخة محفوظة 24 يوليو 2009 على موقع واي باك مشين.
- The Birth of Solidarity on BBC
- (بالبولندية) Solidarity Center Foundation - Fundacja Centrum Solidarności